# 太田昌克
太田 昌克（おおた まさかつ、1968年 - ）は、日本のジャーナリスト。共同通信社編集委員・論説委員。早稲田大学客員教授、長崎大学客員教授。博士・政策研究。

## 経歴
富山県生まれ。富山県立砺波高校、早稲田大学政治経済学部政治学科卒業後、1992年共同通信社入社。広島支局、大阪社会部(大阪府警察本部担当)、高松支局、外信部、政治部(外務省、首相官邸担当)を経て、2003年から2007年まで、同社ワシントン特派員として、国務省、ホワイトハウス、連邦議会などを担当。その間、広島支局時代以来のテーマである核兵器の問題を取材し続けた。
1999年から2000年には、フルブライト・プログラム留学制度で米・メリーランド大学にリサーチ・フェローとして研修駐在。「731部隊」の免責問題や核持ち込み問題などについて「米国立公文書館等の資料を基に戦中、戦後の隠れた史実を発掘」したとして、2006年度ボーン・上田記念国際記者賞を受賞。2007年秋から社命で1年間休職し、政策研究大学院大学（GRIPS）博士課程に進学。2010年「『核の傘』の構築をめぐる歴史的分析――同盟管理政策としての核密約」で博士（政策研究）取得。「核持ち込み密約は外務官僚が管理――歴代四次官が証言」など核密約に関する一連の報道で、2009年度平和・協同ジャーナリスト基金賞(大賞)受賞。
2018年10月からは、同社に在職したままテレビ朝日が全国ネット向けに制作する報道・情報番組でコメンテーターを担当。2020年3月27日までは『ワイド!スクランブル』→『大下容子ワイド!スクランブル』の火曜日、2020年3月30日から2021年10月1日までは『報道ステーション』の月・火曜日にレギュラーで、2021年10月10日から2024年9月29日までは『サンデーステーション』のコメンテーターも務めていた。ちなみに、『報道ステーション』では福岡ソフトバンクホークスのファンであることを公言している。2022年9月から2023年末まで配信された長期連載企画「核カオスの深淵」が、2024年第1回国際文化会館ジャーナリズム大賞のファイナリストに選出。2023年10月からBS11報道ライブ インサイドOUT 第2・第4金曜版のメインキャスターを務める。

## 著書

### 単著
- 『731免責の系譜――細菌戦部隊と秘蔵のファイル』(1999年、日本評論社)
- 『盟約の闇――「核の傘」と日米同盟』(2004年、日本評論社)
- 『アトミック・ゴースト』(2008年、講談社)
- 『日米「核密約」の全貌』(2011年、筑摩選書)
- 『秘録――核スクープの裏側』(2013年、講談社)
- 『日米〈核〉同盟――原爆、核の傘、フクシマ』（2014年、岩波新書）
- 『日本はなぜ核を手放せないのか――「非核」の死角』（2015年、岩波書店）
- 『偽装の被爆国――核を捨てられない日本』（2017年、岩波書店）
- 『核の大分岐――既存秩序の溶解か新規秩序の形成か』（2021年、かもがわ出版）
- 『日米中枢9人の3.11――核溶融7日間の残像』（2022年、かもがわ出版）
- 『核クライシス――瓦解する国際秩序』 (2024年、早川書房〈ハヤカワ新書〉)

### 共編著
- （共同通信核取材班）『「核の今」がわかる本』（2011年、講談社＋α新書）
- （木村朗、高橋博子編集，沢田昭二、加藤哲郎、竹峰誠一郎、戸田清、藤田祐幸、小出裕章、吉岡斉、山崎久隆、湯浅一郎、李昤京、藤岡惇、中村桂子著）『核時代の神話と虚像――原子力の平和利用と軍事利用をめぐる戦後史』（2015年、明石書店）
- （柳澤協二、冨澤暉、今村弘子著，自衛隊を活かす会編集）『米朝首脳会談後の世界――北朝鮮の核・ミサイル問題にどう臨むか』（2018年、かもがわ出版）
- 李鍾元、木宮正史、尾形聡彦、朱建栄、田中均、太田昌克ほか 著、李鍾元、木宮正史 編『朝鮮半島 危機から対話へ―変動する東アジアの地政図』岩波書店、2018年10月12日。ISBN 978-4000238977。
- （兼原信克、高見澤將林、番匠幸一郎）『核兵器について、本音で話そう』（2022年、新潮新書）